# (4260) Yanai
(4260) Yanai (1989 AX) – planetoida z grupy pasa głównego asteroid okrążająca Słońce w ciągu 4,8 lat w średniej odległości 2,84 j.a. Odkryta 4 stycznia 1989 roku.